# Carex schweinitzii
Carex schweinitzii är en halvgräsart som beskrevs av Chester Dewey och Ludwig David von Schweinitz. Carex schweinitzii ingår i släktet starrar, och familjen halvgräs. Inga underarter finns listade i Catalogue of Life.